# Тразарих (епископ)
Тразарих (Тразарик; лат. Thrasarich или Trasaric; VI век) — арианский епископ Сирмия, в 560-х годах окормлявший гепидов.

## Биография
Единственный упоминающий о Тразарихе раннесредневековый исторический источник — «Хроника» Иоанна Бикларийского. Значительно больше источников сообщают о событиях, в которых Тразарих мог участвовать.
Тразарих в середине 560-х годов был арианским епископом, резиденция которого находилась в городе Сирмий, столице Гепидского королевства. Неизвестно точно, какая территория находилась под церковной юрисдикцией Тразариха. Нет сомнения только в том, что он окормлял жителей Сирмия, включая и членов королевской семьи.
Когда в 567 году гепиды потерпели поражение в войне против лангобардов и союзных тем аваров, их королевство в Паннонии прекратило своё существование. Часть гепидов примкнула к лангобардам, а часть отдалась под защиту византийцев. Среди последних наиболее знатными средневековые источники называют Усдибада, племянника последнего короля гепидов Кунимунда Рептилу и епископа Тразариха. Вместе с собой Тразарих и Рептила привезли в Константинополь казну гепидских монархов. В хронике Иоанна Бикларийского прибытие Тразариха и Рептилы ко двору византийского императора Юстина II датировано 572 годом. Однако, скорее всего, это произошло ещё в 567 году, до осады аварами Сирмия.
О дальнейшей судьбе Тразариха сведений не сохранилось. Его отождествление с одноимённым ему византийским военным магистром, упоминаемым в 589 году в эпитафии Вилиариха, невозможно.
Вероятно, вскоре после отъезда Тразариха из Сирмия здесь новыми византийскими властями была ликвидирована арианская церковная иерархия. По свидетельству Менандра Протектора, уже в 568 году епископом города был христианин-никеец.